# Ишков (село)
Ишков (укр. Ішків) — село в Купчинецкой сельской общине Тернопольского района Тернопольской области Украины.
До 2020 года входило в Козовский район.
Код КОАТУУ — 6123084001. Население по переписи 2001 года составляло 425 человек, по данным 2022 года составляло 286 человек.

## Географическое положение
Село Ишков находится на правом берегу реки Стрыпа,
выше по течению на расстоянии в 0,5 км расположено село Дворище,
ниже по течению на расстоянии в 3 км расположено село Семиковцы,
на противоположном берегу — село Богатковцы.
Рядом проходит автомобильная дорога Т-2006.

## История
- 1785 год — дата основания.

## Объекты социальной сферы
- Школа I—II ст.
- Дом культуры.
- Фельдшерско-акушерский пункт.

## Достопримечательности
- Братская могила советских воинов.